# Night on the Galactic Railroad
Night on the Galactic Railroad (jap. 銀河鉄道の夜 Ginga Tetsudō no Yoru), auch bekannt unter dem englischen Titel Night on the Galactic Railroad (dt. „Nacht auf der galaktischen Bahnlinie“), ist ein Anime-Film aus dem Jahr 1985. Regie bei dem Fantasyfilm führte Gisaburō Sugii.
Der Film handelt von zwei Jungen, die in einem Zug eine surreale Reise durch das Universum erfahren und basiert auf Kenji Miyazawas Roman Eine Nacht in der Milchstraßenbahn aus dem Jahr 1927. Größter Unterschied zwischen dem Roman und dem Anime ist, dass fast alle Figuren als Katzen dargestellt sind.

## Handlung
Der Junge Giovanni muss in einer Druckerei arbeiten und Zeitungen austragen, damit die arme Familie etwas Geld hat. Seine Mutter ist krank und sein Vater verschwunden, er sei in die nördliche See gereist, sagt man. In der Schule wird Giovanni deswegen von allen bis auf Campanella geärgert. Campanellas Vater und Giovannis Vater sind seit ihrer Kindheit gut befreundet.
Das Centauros-Fest zu Ehren der Sterne findet statt und scheinbar ist die ganze Stadt auf den Beinen. Giovanni geht nachts zu einem abgeschiedenen Anwesen, um die Milch für seine Mutter zu holen, die der Milchmann an dem Tag nicht gebracht hat, wird jedoch abgewimmelt. Er solle später wiederkommen. Er legt sich auf eine Wiese und schaut in die Sterne, als plötzlich ein Zug aus dem All herunterkommt und neben ihm hält. Giovanni steigt ein, außer ihm scheint sich jedoch niemand in dem Gefährt zu befinden. Aus dem Nichts taucht Campanella auf und erzählt ihm, dass außer ihm keiner der Mitschüler es in den Zug geschafft habe.
An der Schwanenstation macht der Zug für zwanzig Minuten halt und die beiden beschließen auszusteigen. Auf dem Bahnhof ist niemand. Giovanni und Campanella gehen durch eine Tür und eine lange Steintreppe hinunter und kommen in eine kleine Stadt, sehen Walnüsse von doppelter Größe und treffen auf Forscher, die fossile Steine ausgraben. Auf dem Rückweg zum Bahnhof stellen sie fest, dass die Stadt zu Stein geworden ist und sie zerfällt. Im Zug sieht Giovanni die mitgenommene Walnuss an; sie zerfällt zu Staub.
Ein Vogelfänger reist für eine Station mit dem Zug mit und setzt sich neben Giovanni und Campanella, die ihm mitteilen, sie wollten bis zum Ende des Universums. Ein zweiter Vogelfänger taucht auf, der erste steigt bei der nächsten Station aus und die beiden Jungen können ihm beim Fangen von Reihern beobachten. Der erste Vogelfänger befindet sich danach wieder im Zug und ein blinder Funker tritt ein. Sie führen ihn zu einer Sprechanlage, aus der er eine Nachricht entnimmt. Eine Frau wiederholt die Worte. Ein Schaffner will die Tickets der Mitfahrenden sehen. Es stellt sich heraus, dass Giovanni ein sehr seltenes, besonderes Ticket hat, das man normalerweise in der dritten Dimension erwirbt. Der erste Vogelfänger verschwindet, obwohl Giovanni und Campanella noch mehr mit ihm gesprochen hätten. Sie sind nun neben dem zweiten Vogelfänger die einzigen Reisenden.
Drei Menschenkinder setzen sich neben die beiden. Sie waren auf einem Schiff, das gegen einen Eisberg gefahren ist und dann sank. Rettungsboote gab es nicht genug und so beschloss der älteste der drei, dass die drei sich nicht auf eines der wenigen Rettungsboote retten sollten, sondern ihr Glück bei Gott finden sollten. Das Menschenmädchen erzählt eine Geschichte über Skorpione, im Fenster erblicken das Mädchen und Giovanni eine Szene aus Giovannis Kindheit und fahren später am Dorf Centauros vorbei. Die Menschenkinder und Giovanni und Campanella freunden sich an. Die drei steigen an einer Station aus, die dem Himmel in christlicher Vorstellung gleicht.
Nur mehr Campanella und Giovanni sind im Zug. Sie wollen, dass ihre Zugfahrt noch ewig andauert und wissen nicht, wohin sie eigentlich fahren. Im Fenster erblicken sie ein Loch im Universum. Campanella vermutet, dass seine Mutter dort sei. Gerade, als Giovanni davon spricht, dass sie für immer zusammen bleiben sollen, geht Campanella weg und steigt aus dem Zug aus und verschwindet in der Dunkelheit. Giovanni ist alleine im Zug und schreit weinend Campanellas Namen.
Giovanni befindet sich wieder auf der Wiese, auf der er vom Zug abgeholt wurde. Er holt nun die Milch für seine Mutter ab. In der Stadt trifft er auf einen Mitschüler, der ihm erzählt, ein anderer Mitschüler sei beim Centauros-Festival in den Fluss gefallen, Campanella sei ihm hinterhergesprungen und habe ihn gerettet. Campanella selbst ist jedoch im Fluss verschollen und die Suche nach ihm gestaltet sich wegen der Dunkelheit der Nacht schwer. Giovanni läuft zum Fluss. Nach 45 Minuten gibt man die Suche auf. Er schaut zu den Sternen hinauf und meint, er weiß, dass Campanella dort oben ist.

## Inhaltliche Einflüsse
Ginga Tetsudō no Yoru spielt in einer fiktiven Welt, in der Esperanto gesprochen wird, alle Schilder und Texte im Film sind in dieser Sprache verfasst und der Film hat den Untertitel Nokto de la Galaksia Fervojo. Dies geht auf Miyazawas Faszination mit westlicher Kultur zu tun, die in den 1920er Jahren in Japan bekannter wurde, und zu der auch seine Beschäftigung mit Esperanto zählt.
Die Stationen des Zuges stellen unterschiedliche Vorstellungen vom Jenseits dar, die dem jeweiligen Fahrgästen entsprechen. Dabei kommen die Inspirationen nicht nur aus den in Japan vorrangig praktizierten Shintō oder Buddhismus. Insbesondere eine Szene ist mit glühenden Kreuzen, Pilgern in Roben und Halleluja-Gesängen eindeutig christlich geprägt. In der Szene mit dem Funker, in der Vorlage nicht enthalten und vom Drehbuchautor Minoru Betsuyaku hinzugefügt, empfängt dieser den Text des Chorals Näher, mein Gott, zu dir. Auch die christlichen Elemente, sowie die italienischen Namen der Charaktere und das Dorf, ähnlich eines italienischen Dorfs mit keltischen Riten, gehen auf Miyazawas Interesse an westlicher Kultur zurück. Die Botschaft des Films und Buchs aber, so Antonia Levi, entspreche dem japanischen Konzept mono no aware, das sich mit der Schönheit der Vergänglichkeit beschäftigt.

## Produktion und Veröffentlichung
Der Film entstand bei Studio Group TAC unter der Regie von Gisaburō Sugii. Das Drehbuch schrieb Minoru Betsuyaku. Verfilmungen der Vorlage waren zuvor bereits mehrfach versucht worden, jedoch brach man während der Produktion ab. Laut Sugii gelang es bis dahin nicht, die sehr konkreten Beschreibungen der Umgebung zufriedenstellend umzusetzen. Die Adaption des Charakterdesigns nach Entwürfen von Hiroshi Masumura übernahm Takao Kodama. Laut Masamura war die Darstellung der Protagonisten als Katzen einer der Gründe, warum diese Produktion nach vielen zuvor gescheiterten Adaptionsversuchen gelang. Nur durch die größere Distanz, die durch die anthropomorphen Figuren entsteht, konnten die Geschichten um die so vage gehaltenen Charaktere erzählt werden. Masumura hatte bereits in seinen vorherigen Comic-Umsetzungen der Werke Kenji Miyazawas Katzenfiguren gewählt, was wiederum auf Miyazawas Märchen Neko no jimusho („Das Büro der Katzen“) zurückgeht. Miyazawa selbst drückte jedoch einmal aus, Katzen zu hassen, was Masumura bis zuletzt in seiner Wahl verunsicherte. Wie er mit dem Charakterdesign nahm sich Sugii auch im übrigen Film Freiheiten, um die Geschichte dem Medium angemessen erzählen zu können, anstatt der Vorlage wörtlich zu folgen. Die künstlerische Leitung lag bei Mihoko Magoori, die Animationsarbeiten leitete Tsuneo Maeda und für die Kameraführung war Nobuo Koyama verantwortlich, für den Schnitt Masashi Furukawa. Tonregie führte Atsumi Tashiro und die Musik komponierte Haruomi Hosono. Die Produzenten waren Masato Hara und Atsumi Tashiro.
Am 13. Juli 1985 kam der 115 Minuten lange Film in die japanischen Kinos. Veröffentlichungen in Japan auf VHS und DVD folgten 2002, auf BluRay 2014. Auf Deutsch erschien der Film 2018 bei Anime House. Auch eine englische Synchronfassung erschien auf Kaufmedien und der Film wurde auf dem kanadischen Sender Space ausgestrahlt.

## Synchronisation
Die deutsche Synchronfassung entstand nach einem Dialogbuch von Timo R. Schouren und unter der Regie von Antonio F. Lopes bei Lab Six sound & media solutions.
| Rolle                 | japanische Stimme (Seiyū) | deutsche Stimme   |
| --------------------- | ------------------------- | ----------------- |
| Giovanni              | Mayumi Tanaka             | Adam Grunwald     |
| Campanella            | Chika Sakamoto            | Tamara Theisen    |
| Zanelli               | Junko Hori                | Nataša Rikanović  |
| Giovannis Mutter      | Yoshie Shimamura          | Katharina Gebauer |
| Lehrer / Paläontologe | Ryūnosuke Kaneda          | Wolfgang Rositzka |
| Leuchtturmwärter      | Fujio Tokita              | Herbert Schäfer   |
| Vogelfänger           | Chikao Ōtsuka             | Johannes Bahr     |
| Funker                | Takeshi Aono              | Stefan Eichberg   |
| junger Mann           | Hidehiro Kikuchi          | Kevin Kasper      |

## Rezeption
Beim Mainichi Eiga Concours im Jahr 1985 gewann der Film Ōfuji-Noburō-Preis, der zu Ehren des Animators Noburō Ōfuji an künstlerisch wertvolle Animationsfilme vergeben wird.
In der Anime Encyclopedia verglichen Helen McCarthy und Jonathan Clements den Anime mit Leiji Matsumotos Ginga Tetsudō 999. Sie lobten die Regie und die Musik und lobten, der Zug und die jeweiligen Stationen seien „so reich und glaubhaft wie jeder Schauplatz in der realen Welt“. Weiterhin schrieben sie, „die poetische Schönheit der Symbolik“ würde sich mit dem genannten Reichtum verbinden, „um der langen Reise ein kraftvolles, emotionales Gewicht zu verliehen“. Bei Anime News Network beschreibt Justin Sevakis den Film als langsam erzählte, aber wunderschöne Reise, auf die man sich einlassen müsse und die einen dann am Ende tief bewegen könne. Zur Stimmung trage auch besonders die Musik bei, die klassische Stücke elektronisch neu interpretiere.